# Kuno Wildlife Sanctuary
Il Kuno Wildlife Sanctuary, anche noto come Palpur-Kuno Wildlife Sanctuary (tra le latitudini 25°30'- 25°53'N e le longitudini 77°07'-77°26'E), si trova nel Distretto di Sheopur, nella parte nordoccidentale dello stato di Madhya Pradesh, nella zona centrale dell'India. Il suo nome deriva dal fiume Kuno. Si trova a circa 120 km da Gwalior.
L'area, che occupava inizialmente solo 344,686 chilometri quadrati, è stata trasformata in un santuario per animali selvatici nel 1981. Da allora è stata ingrandita fino a divenire Kuno Wildlife Division grazie ad ulteriori 413 chilometri quadrati nel 1998 e successivamente altri 900 chilometri quadrati che fanno da cuscinetto intorno al santuario. Il parco accoglie numerose specie di animali tra le quali lupi, scimmie, leopardi indiani ed antilopi azzurre. Sembra che lo abitino anche alcuni esemplari di tigre del Bengala.